# غاريقون أليف الجفاف
غاريقون أليف الجفاف (الاسم العلمي: Agaricus aridicola) هو نوع من الفطريات يتبع جنس الغاريقون من الفصيلة الغاريقونية.